# Mariska Karasz
Mariska Karasz (Budapest, 1898 - Danbury, Connecticut, 27 de agosto de 1960) fue una diseñadora de moda, autora y artista textil estadounidense. Tenía una pasión por el diseño de moda y creaba prendas coloridas y estampadas inspiradas en gran medida en el arte popular de su país natal. Sus tapices abstractos que mezclaban fibras como la seda, el algodón, la lana y el cáñamo con crin y madera obtuvieron repercusión nacional e internacional. Los críticos la elogiaron repetidamente por su uso hábil e inusual del color, sus combinaciones creativas de materiales y sus esfuerzos inspiradores para promover un enfoque moderno del bordado.

## Biografía

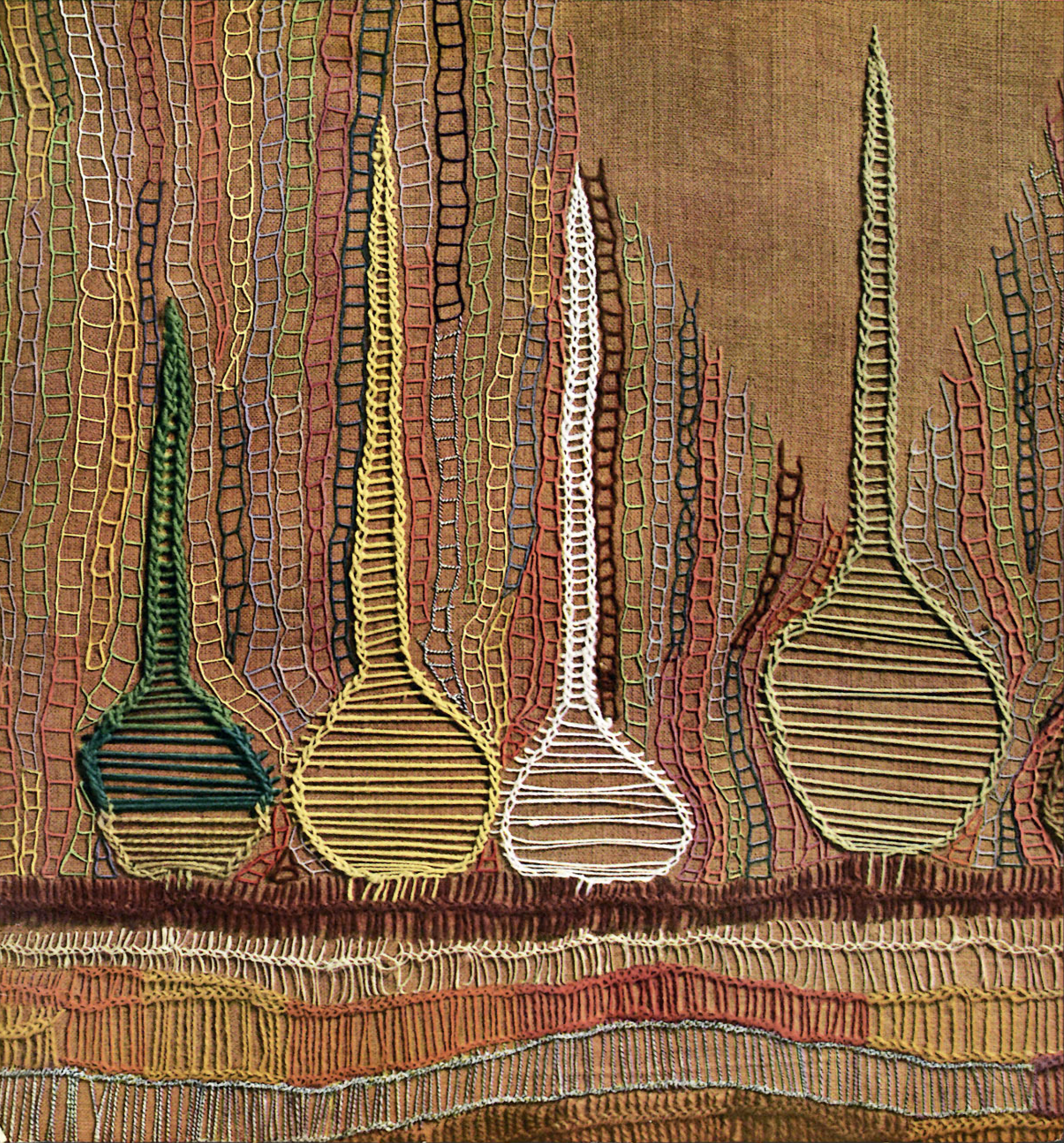
Detalle de Alquimia (1953), panel de pared ejecutado en seda con hilos de Pola Stout

Karasz aprendió a coser de niña en Hungría. Emigró a la ciudad de Nueva York en 1914 a la edad de dieciséis años. Karasz era la hermana menor de la diseñadora industrial y creadora de las portadas del New Yorker, Ilonka Karasz. Aprendió a bordar de manera autodidacta, utilizando como tema a su familia, los animales y el mundo natural que rodea su estudio en Brewster, Nueva York. A medida que su talento se desarrolló, sus piezas se volvieron cada vez más abstractas y refinadas.
Karasz pronto estableció una exitosa carrera como diseñadora de moda. Su origen extranjero y su nueva identidad estadounidense definieron sus diseños de moda femenina en la década de 1920, que combinaba elementos folclóricos húngaros con un estilo estadounidense moderno.
A principios de la década de 1930, después de su matrimonio con Donald Peterson y del nacimiento de sus dos hijas, Solveig y Rosamond, Karasz comenzó a diseñar ropa infantil moderna, que fue admirada por padres, académicos y críticos por su practicidad y originalidad. Su carrera en la moda terminó a principios de la década de 1940, tras el incendio de un estudio y la entrada de Estados Unidos en la Segunda Guerra Mundial.
Mariska Karasz murió en 1960, a la edad de 62 años.

## Carrera artística
En 1947, durante el auge del arte de estudio estadounidense y el expresionismo abstracto, Karasz comenzó a crear tapices bordados. Expuso su trabajo en museos y galerías de todo el condado, en más de 50 exposiciones individuales durante la década de 1950.
También fue la autora del libro sobre costura creativa Adventures in Stitches en 1949 (reeditado en una versión ampliada en 1959) y ejerció como editora invitada de costura para House Beautiful de 1952 a 1953.
La primera retrospectiva de su trabajo tuvo lugar en el Museo de Arte de Georgia del 20 de enero al 15 de abril de 2007. En 2010 su trabajo fue incluido en la exposición "Textiles Recycled / Reimagined" en el Museo de Arte de Baltimore.

## Publicaciones
- Karasz, Mariska (1943). See and Sew: A picture book of sewing (First edición). New York: J.B. Lippincott Company.
- Karasz, Mariska (1946). Design and Sew (First edición). United States: J.B. Lippincott Company.
- Karasz, Mariska (1949). Adventures in Stitches : a new art of embroidery (First edición). New York: Funk & Wagnalls Co.
- Callahan, Ashley (2007). Modern Threads: Fashion and Art by Mariska Karasz. Athens, Georgia: Georgia Museum of Art. ISBN 9780915977611.